# セルウィウス・スルピキウス・カメリヌス・ルフス
セルウィウス・スルピキウス・カメリヌス・ルフス（ラテン語: Servius Sulpicius Camerinus Rufus、生没年不詳）は紀元前4世紀の共和政ローマの政治家・軍人。紀元前345年に執政官（コンスル）を務めた。

## 出自
ルフスはパトリキ（貴族）であるスルピキウス氏族のカメリヌス家の出身である。「ルフス」のアグノーメン（第四名、添え名）は「赤」を意味し、おそらくは一族の誰かが赤毛であったためと思われるが、歴史上でカメリヌス・ルフスのアグノーメンが確認されるのは、彼が最初であり、その後のプレブス（平民）系のスルピキウス・ルフス家は彼の子孫あるいは関係者である可能性がある。カメリヌス本家は、ローマ建国以来執政官を輩出してきたが、ルフス以降は400年間近く執政官は出ておらず、次の執政官は紀元9年のクィントゥス・スルピキウス・カメリヌスまで待たねばならない。

## 経歴
ルフスは紀元前345年に執政官に就任。同僚執政官はマルクス・ファビウス・ドルスオであった。この年、アウルンキがローマ領土を襲撃してきたが、敵が全ラティウムを支援することを恐れた元老院は、ルキウス・フリウス・カミッルスを独裁官（ディクタトル）に任命した。独裁官任期の終了後、両執政官が軍の指揮を引き継ぎ、ウォルスキ都市ソラを奇襲によって占領した。

## 参考資料
- ティトゥス・リウィウス『ローマ建国史』
- William Smith "Dictionary of Greek and Roman Biography and Mythology"